# Olympiahalle Innsbruck
L'Olympiahalle Innsbruck, anche semplicemente noto come Olympiahalle, è un impianto sportivo polivalente al coperto situato a Innsbruck, in Austria. L'arena si trova nel sud della città, vicino al Tivoli Stadion Tirol; entrambi facenti parte del complesso sportivo multifunzionale OlympiaWorld Innsbruck.
L'arena, progettata dall'architetto Hans Buchrainer, è stata inaugurata nel novembre 1963 e ha subito un'ulteriore ristrutturazione tra il 2001 e il 2004. Può ospitare 8.000 spettatori sulle tribune e, a seconda dell'evento, fino a 4.000 spettatori sul campo da gioco. Vi sono inoltre una sala polivalente, nove chioschi per la ristorazione, un bar sportivo con circa 200 posti, due parcheggi per un totale di 1.000 posti e una pista di ghiaccio artificiale all'aperto.

## Storia

### Costruzione

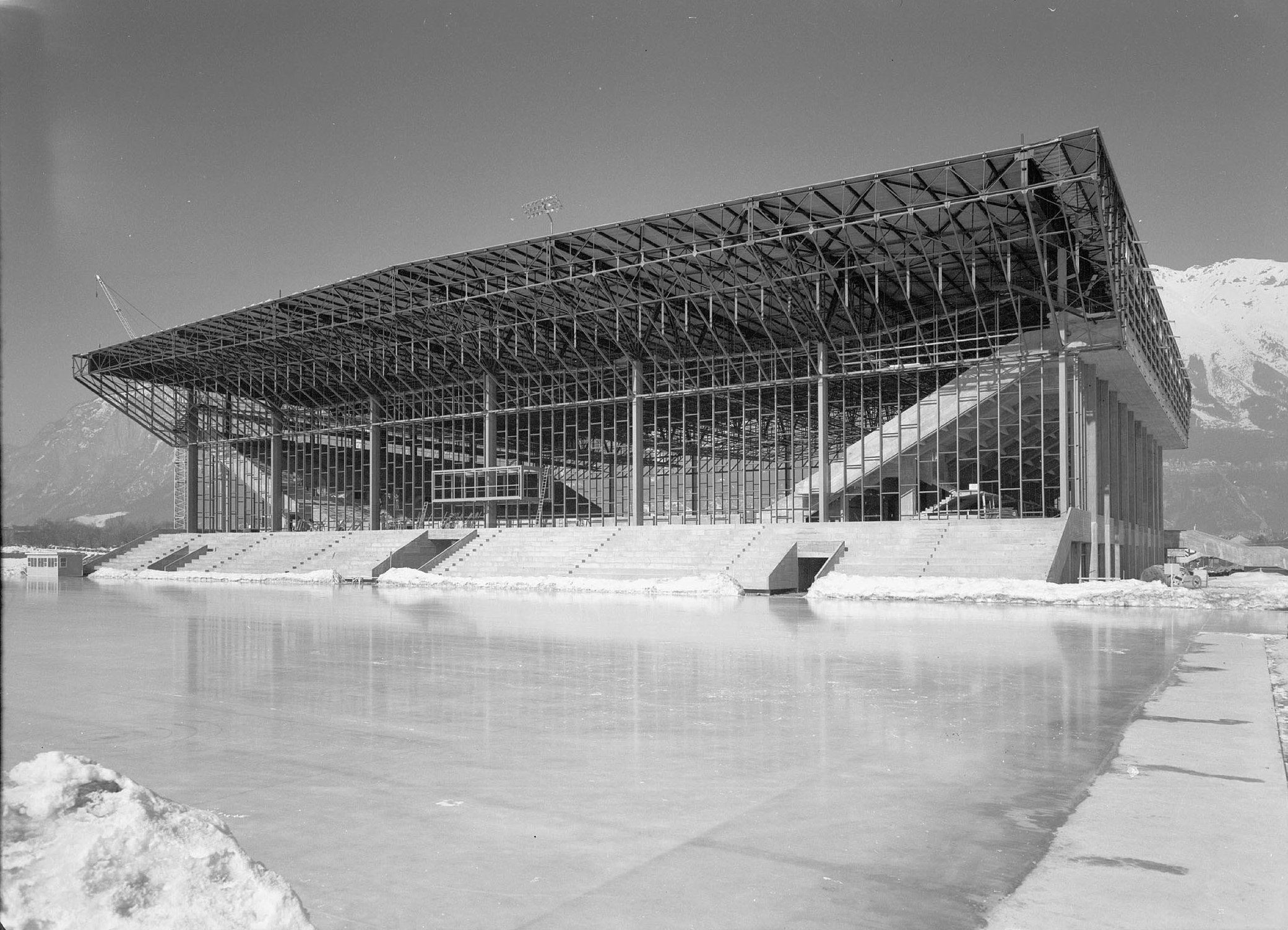
L'Olympiahalle Innsbruck durante la costruzione nel 1963.

Lo sviluppo del terreno a sud di Pradl a Innsbruck è iniziato nel 1922, con la costruzione di un impianto sportivo con tribune. In precedenza, il sito era occupato da prati e dalla Tivoli Inn, che ha dato il nome all'area.
Il sito a sud di Tivoli fu scelto per la costruzione di una nuova pista di ghiaccio al coperto per ospitare le gare di pattinaggio artistico e hockey su ghiaccio ai Giochi olimpici invernali del 1964. Fu indetto un concorso di architettura che vide vincitore l'architetto della città di Lienz Hans Buchrainer. La costruzione del nuovo stadio di ghiaccio artificiale fu avviata il 17 marzo 1961. Dopo 28 mesi di costruzione, l'impianto fu inaugurato il 9 novembre 1963. Al momento dell'inaugurazione, si trattava di uno dei più grandi impianti sportivi su ghiaccio in Europa, con circa 11.000 posti a sedere. La pista di pattinaggio di velocità per i Giochi, l'Eisschnelllaufbahn Innsbruck, anch'essa in ghiaccio artificiale, fu installata all'esterno dell'impianto.

### Ristrutturazioni
Per le Olimpiadi invernali del 1976, sono stati effettuati lavori di ristrutturazione dell'Olympiahalle e la costruzione di una nuova pista di pattinaggio di velocità all'aperto di 400 metri. La Olympiahalle è stata completamente rinnovata all'inizio degli anni 2000 per massimizzare la capacità di posti a sedere e conformarsi agli standard internazionali per ospitare i Giochi mondiali universitari invernali e i Campionati mondiali di hockey su ghiaccio nel 2005.

## Eventi

### Competizioni sportive
Durante le Olimpiadi invernali del 1964, l'Olympiahalle ha ospitato le gare di pattinaggio artistico e di hockey su ghiaccio. Dodici anni dopo, alle Olimpiadi invernali del 1976, ha ospitato nuovamente il pattinaggio artistico e l'hockey su ghiaccio. La sala ha ricevuto gli onori olimpici per la terza volta nel 2012, quando vi si sono svolte le gare di pattinaggio artistico e di pattinaggio di velocità su pista corta dei primi Giochi olimpici giovanili invernali.
Per i campionati mondiali di hockey su ghiaccio del 2005, è stato rinnovato e il complesso è stato ampliato con una nuova pista di ghiaccio più piccola. La capienza all'epoca dei Campionati era di circa 7.800 spettatori, e di circa 3.200 nella sala più piccola, la Tyrolean Ice Arena adiacente. La sala più piccola ospita l'HC TWK Innsbruck per la maggior parte delle sue partite casalinghe. L'Olympiahalle viene ora utilizzata con parsimonia, soprattutto per ospitare grandi folle in occasione di importanti partite di rivali o playoff.
Tra gli altri campionati sportivi più importanti ospitati vi sono il campionato europeo maschile di pallamano del 2010 e, un anno dopo, il campionato europeo maschile di pallavolo del 2011. L'impianto ha ospitato anche il campionato europeo femminile di pallamano del 2024.

### Concerti
L'Olympiahalle è utilizzata anche come arena per concerti. Nel corso degli anni vi si sono esibiti molti artisti e gruppi nazionali e internazionali. Tra i principali artisti che si sono esibiti nell'impianto dal 1964 figurano: Rolling Stones, Tina Turner, Cher, Dire Straits, Joe Cocker, Nena, Falco, Simply Red, Sting, Rainhard Fendrich, Pink, Marilyn Manson, Iron Maiden, Wolfgang Ambros, Lenny Kravitz, Gianna Nannini, Supertramp, tra gli altri.